# Classe ATC M04
La classe ATC M04, dénommée « Médicaments contre la goutte », est un sous-groupe thérapeutique de la classification anatomique, thérapeutique et chimique, développée par l'OMS pour classer les médicaments et autres produits médicaux. La classe ATC vétérinaire correspondante dans la classification ATCvet est QM04. Le sous-groupe présenté ici est celui établi par l'OMS, et peut donc différer des versions dérivées utilisées dans certains pays. Il fait partie du groupe anatomique M de la classification, intitulé « Système musculo-squelettique ».

## M04A Médicaments contre la goutte

### M04AA Inhibiteurs de la synthèse de l'acide urique
M04AA01 Allopurinol
M04AA02 Tisopurine
M04AA03 Fébuxostat
M04AA51 Allopurinol, associations

### M04AB Uricosuriques
M04AB01 Probénécide
M04AB02 Sulfinpyrazone
M04AB03 Benzbromarone
M04AB04 Isobromindione
M04AB05 Lésinurad

### M04AC Médicaments sans effet sur le métabolisme de l'acide urique
M04AC01 Colchicine
M04AC02 Cinchofène

### M04AX Autres antigoutteux
M04AX01 Oxydase d'urate
M04AX02 Pégloticase